# Dropper
Dropper（ドロッパー）はコンピュータにマルウェア（ウイルスやバックドアなど）をインストールするように設計されたトロイの木馬の一つである。Dropper内のマルウェアは、ウイルス対策ソフトウェアによる検出を回避するようにパッケージ化されることがある。また、ドロッパーがアクティブになると、マルウェアがターゲットコンピュータにダウンロードされることもある。
Dropperは継続型と非継続型とに分類出来る。継続型はデバイス上に潜み、システムレジストリキーを変更する。隠蔽によって削除されたとしても、再起動時にマルウェアを再インストールする。非継続型はペイロードを実行後にシステムから削除され、危険性は低いと考えられる。従ってマルウェアが削除されると、再インストールすることはできない。
トロイの木馬は正当な動作を偽装するプログラムで実行にはユーザーの操作が必要である。悪意のあるコードを解凍し、コンピューターのメモリに読み込み、マルウェアをインストールする。
Dropperの感染を防ぐための策を講じる事は可能である。例えば、提供元不明からのリンクは開かず、Microsoft StoreやApp Store などの既知の検証済み配布元からのみソフトウェアをダウンロードする。また、ファイアウォールは検証されていないソースからのトラフィックをブロックできる。
Dropperはモバイルデバイスをターゲットにもできる。一例を挙げるとユーザーがテキストメッセージのリンクからアプリケーションをダウンロードすると、デバイスがマルウェアに感染する。モバイルデバイス用に作成されたトロイの木馬Dropperの例としては、Sharkbot Dropperがある。このマルウェアは自動送金サービスを悪用して不正な金融取引を容易にし、攻撃者がモバイルバンキングアプリケーションから資金を盗取する。このタイプのマルウェアは通常、サイドローディングを通じてデバイスに侵入、公式アプリストアを迂回する。